# كورتني سينيور
كورتني سينيور (بالإنجليزية: Courtney Senior)‏ (30 يونيو 1997 بإنجلترا في المملكة المتحدة - ) هو لاعب كرة قدم بريطاني في مركزي الهجوم وجناح ‏. لعب مع نادي برينتفورد وويكمب وندررز.

## وصلات خارجية
- كورتني سينيور على موقع قاعدة بيانات كرة القدم.إي يو (الإنجليزية)
- كورتني سينيور على موقع Soccerbase.com (لاعب) (الإنجليزية)